# Hockey Club Asiago 2011-2012
Questa pagina contiene i dati relativi alla stagione hockeystica 2011-2012 della società di hockey su ghiaccio HC Asiago.

## Piazzamento
- Campionato: 8º posto in serie A1. (6° in regular season).
- Coppe europee: 4º posto in Continental Cup.
- Finalista di Supercoppa Italiana col Val Pusteria.

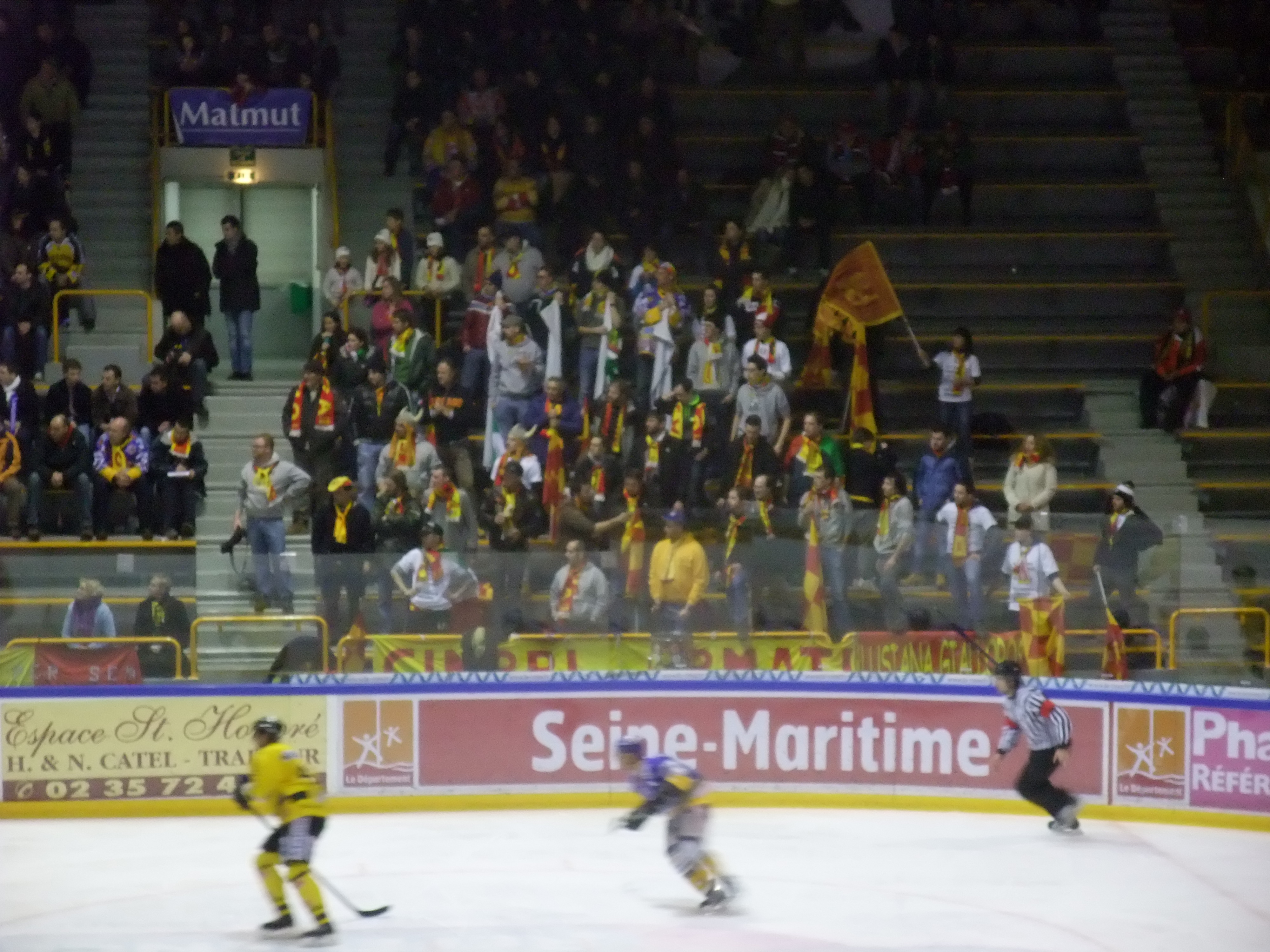
Tifosi dell'Asiago a Rouen durante la partita d'esordio per i giallorossi (Rouen-Asiago) della SuperFinal di Continental Cup

## Roster
Portieri
| #  | Naz.              | Nome e Cognome     | Data di Nascita | Luogo di Nascita | Altezza (cm) | Peso (kg) | Ruolo    | Stecca   |
| -- | ----------------- | ------------------ | --------------- | ---------------- | ------------ | --------- | -------- | -------- |
| 1  | USA               | Jeff Lerg          | 09/04/1986      | Livonia          | 168          | 74        | Portiere | Sinistra |
| 43 | Canada-Italia     | Anthony Grieco     | 27/11/1988      | Brampton         | 186          | 85        | Portiere | Sinistra |
| 31 | Italia (bandiera) | Gianfilippo Pavone | 28/11/1988      | Asiago           | 172          | 90        | Portiere | Sinistra |
| 35 | Italia (bandiera) | Edoardo Mantovani  | 05/04/1992      | Asiago           | 184          | 75        | Portiere | Sinistra |
| 65 | Italia (bandiera) | Alessandro Tura    | 26/05/1991      | Asiago           | 181          | 76        | Portiere | Sinistra |
| 37 | Italia (bandiera) | Davide Mantovani   | ?               | Asiago           | ?            | ?         | Portiere | ?        |

Difensori
| #  | Naz.              | Nome e Cognome           | Data di Nascita | Luogo di Nascita | Altezza (cm) | Peso (kg) | Ruolo     | Stecca   |
| -- | ----------------- | ------------------------ | --------------- | ---------------- | ------------ | --------- | --------- | -------- |
| 23 | Italia (bandiera) | Stefano Marchetti        | 10/11/1986      | Trento           | 181          | 74        | Difensore | Sinistra |
| 15 | Italia (bandiera) | Enrico Miglioranzi       | 08/10/1991      | Padova           | 183          | 82        | Difensore | Sinistra |
| 21 | Canada (bandiera) | Matt MacDonald           | 16/03/1983      | Niagara Falls    | 186          | 93        | Difensore | Sinistra |
| 8  | Canada-Italia     | Julian Zamparo →         | 11/06/1987      | Toronto          | 189          | 91        | Difensore | Destra   |
| 44 | Canada-Italia     | Drew Fata                | 28/07/1983      | Sault Ste. Marie | 185          | 97        | Difensore | Sinistra |
| 96 | Italia (bandiera) | Michele Strazzabosco (A) | 02/06/1976      | Asiago           | 193          | 98        | Difensore | Sinistra |
| 60 | Italia (bandiera) | Marco Rossi              | 06/04/1986      | Asiago           | 187          | 92        | Difensore | Sinistra |
| 91 | Italia (bandiera) | Andrea Gorza →           | 16/01/1989      | Feltre           | 178          | 74        | Difensore | Sinistra |
| 3  | Italia (bandiera) | Vittorio Basso →         | 06/01/1989      | Asiago           | 178          | 78        | Difensore | Destra   |
| 7  | Italia (bandiera) | Andrea Strazzabosco      | 07/10/1994      | Asiago           | 182          | 78        | Difensore | ?        |
| ?  | Svezia (bandiera) | Calle Bergström ‡        | 20/03/1976      | Valbo            | 181          | 94        | Difensore | Destra   |

Attaccanti
| #  | Naz.              | Nome e Cognome       | Data di Nascita | Luogo di Nascita | Altezza (cm) | Peso (kg) | Ruolo               | Stecca   |
| -- | ----------------- | -------------------- | --------------- | ---------------- | ------------ | --------- | ------------------- | -------- |
| 10 | Canada (bandiera) | Dave Borrelli (C)    | 04/01/1981      | Sault Ste. Marie | 176          | 81        | Centro              | Sinistra |
| 27 | Canada (bandiera) | Michael Henrich      | 04/03/1980      | Thornhill        | 188          | 93        | Centro              | Destra   |
| 18 | Canada (bandiera) | Layne Ulmer          | 14/09/1980      | North Battleford | 186          | 95        | Centro              | Sinistra |
| 19 | Canada-Italia     | Sean Bentivoglio     | 16/10/1985      | Thorold          | 180          | 84        | Centro/Ala sinistra | Sinistra |
| 93 | USA               | John Vigilante       | 24/05/1985      | Dearborn         | 183          | 91        | Ala sinistra        | Sinistra |
| 71 | Canada-Italia     | Jason Pitton         | 23/05/1986      | Brampton         | 188          | 88        | Ala sinistra        | Sinistra |
| 14 | Italia (bandiera) | Matteo Tessari       | 30/07/1989      | Asiago           | 184          | 82        | Centro              | Sinistra |
| 9  | Italia (bandiera) | Nicola Tessari       | 10/11/1987      | Asiago           | 175          | 75        | Ala sinistra        | Sinistra |
| 55 | Italia (bandiera) | Federico Benetti (A) | 08/06/1986      | Asiago           | 170          | 75        | Ala                 | Destra   |
| 11 | Italia (bandiera) | Mirko Presti         | 29/09/1991      | Asiago           | 180          | 77        | Ala                 | Sinistra |
| 17 | Canada-Italia     | Ralph Intranuovo →   | 11/12/1973      | East York        | 174          | 86        | Ala sinistra        | Sinistra |
| 13 | Italia (bandiera) | Michele Stevan →     | 11/03/1993      | Asiago           | 181          | 79        | Ala                 | Sinistra |
| 78 | Italia (bandiera) | Filippo Busa         | 10/09/1985      | Asiago           | 185          | 81        | Ala                 | Sinistra |
| 12 | Italia (bandiera) | Fabio Lievore        | 19/11/1992      | Asiago           | 173          | 75        | ?                   | ?        |

→ Parte della stagione in prestito al farm-team Eishockey Verein Bozen 84

‡ dal 19/12/2011

### Organigramma societario
Area direttiva
- Presidente: Piercarlo Mantovani
- General Manager: Renato Tessari
- Segreteria: Bruno Stella
- Ufficio stampa: Michele Berardi

Staff tecnico
- Capo allenatore: John Tucker (esonerato il 06/02/2012); John Parco dal 06/02/2012
- Assistenti allenatore: John Parco (fino al 06/02/2012) e Franco Vellar
- Allenatore portieri: Jimmy Canei
- Team Leader: Antonio Rigoni

Area sanitaria
- Medico: Gaetano Scuderi
- Medico: Giovanni Costacurta
- Preparatore: Raffaele Tendi
- Massaggiatore: Tiziano Vellar

Area organizzativa
- Attrezzista: Francesco Covolo